# حزب بعث سوسیالیست عرب (عراق)
حزب بعث سوسیالیست عرب عراق (به عربی: حزب البعث العربي الإشتراکي في العراق) شاخه منطقه‌ای حزب فراملی بعث در عراق بود که در ۱۹۵۱ به رهبری فؤاد رکابی بنیان نهاده شد و از سال ۱۹۶۸ با انشعاب از همتایان سوری خود به سازمان مستقلی با نام حزب بعث تبدیل شد.
این حزب تا سال ۱۹۶۶ زیرمجموعه حزب بعث اصلی بود که دفتر مرکزی آن در دمشق قرار داشت و حکومت سوریه را نیز در اختیار خود گرفته بود. در این سال انشعابی در این حزب رخ داد و شاخه‌های عراقی و سوری آن از یکدیگر جدا شدند و هر یک خود را وارث حقیقی ایدئولوژی بعثی دانسته و دیگری را به انحراف متهم کردند. از آن پس هر دو حزب با نام دقیقاً مشابه به فعالیت خود ادامه داد و شعبه‌های هوادار خود را در کشورهای عربی دیگر سازماندهی می‌کردند. با این حال عداوت آن‌ها در حدی بود که حکومت بعثی سوریه تنها حکومتی بود که در جنگ ایران و عراق به‌طور رسمی جانب ایران را گرفت به این دلیل که با حزب بعث عراق دشمنی داشت.
شاخه عراقی حزب بعث در سال ۱۹۶۸ با کودتایی به قدرت رسیده و از فوریه این سال پسوند عراق را از نام خود حذف کرده و نامی دقیقاً مشابه نام حزب اصلی بعث یعنی حزب بعث عربی سوسیالیستی برای خود برگزید. این حزب تا سال ۲۰۰۳ قدرت را در عراق در اختیار داشت و در این سال با حمله ائتلاف بین‌المللی به رهبری آمریکا از قدرت ساقط شد. مبانی نظری این حزب بر پان‌عربیسم، نوسازی اقتصادی و سوسیالیسم استوار بود. صدام حسین از اواخر دهه ۱۹۵۰ یکی از اعضای برجستهٔ حزب بعث محسوب می‌شد که در ۱۹۷۹ به‌طور رسمی قدرت را در عراق به دست گرفت. با سقوط حکومت وی در سال ۲۰۰۳ فعالیت این حزب در عراق هم غیرقانونی اعلام شد.

## تاریخچه
حزب بعث چندین بار برای در اختیار گرفتن قدرت در عراق تلاش کرد. در سال ۱۹۵۹ وقتی صدام حسین دبیرکل حزب بعث عراق بود توطئه‌ای برای ترور عبدالکریم قاسم رئیس‌جمهور سوسیالیست عراق ترتیب داده شد. در این عملیات جسورانه خود صدام هم شرکت داشت و قاسم هرچند به شدت مجروح شد اما از مرگ نجات یافت. پس از حمله تعدادی از اعضای حزب بعث دستگیر شده و بسیاری هم به سوریه گریختند و مورد استقبال حزب بعث سوریه قرار گرفتند.
در سال ۱۹۶۳ حزب بعث دوباره برای سرنگونی عبدالکریم قاسم تلاش کرد. قاسم با وارد کردن حزب کمونیست عراق به داخل حکومت و اتحاد کامل با اتحاد جماهیر شوروی ملی‌گرایان عرب را خشمگین کرده بود و اتحادی از حزب بعث، دیگر گروه‌های ملی‌گرای عربی و تعدادی از افسران ارتش عراق علیه او شکل گرفته بود. این جنبش که گاهی کودتا و گاهی انقلاب رمضان نامیده می‌شود، توسط احمد حسن البکر رهبری می‌شد. کودتا با ترور فرمانده کمونیست نیروی هوایی عراق و یورش تانک‌های نظامیان طرفدار بعث به ایستگاه رادیو ابوغریب آغاز شد. تعدادی از واحدهای ارتش مقاومت کردند اما مخالفان پس از دو روز جدال خونین که حدود ۱۵۰۰ تا ۵ هزار کشته به جای گذاشت، موفق به سرنگونی حکومت شده و عبدالکریم قاسم را دستگیر کرده و به قتل رساندند. پس از کودتا عبدالسلام عارف از فرماندهان ارتش به عنوان رئیس‌جمهور و حسن البکر از رهبران حزب بعث به عنوان نخست‌وزیر انتخاب شدند اما اختلافات درونی حزب بعث و رفتارهای سیاسی غیرحرفه‌ای آن‌ها باعث شد تا چند ماه بعد از حکومت عراق کنار گذاشته شوند. علی صالح السعدی دبیرکل حزب و وزیر کشور به اسپانیا فرار کرد و ۱۲ عضو حزب بعث در دولت عراق استعفا دادند. مشکل اصلی حزب بعث در این دوران اختلاف در زمینهٔ ادامهٔ ایدئولوژی پان عربی حزب بود. این که آیا حزب باید به سوی اتحاد عراق با سوریه یا مصر یا هر دو آن‌ها برود یا اینکه فقط به عراق بپردازد. حزب بعث پس از اخراج از قدرت از فعالیت سیاسی دست نکشید و دوباره برای به دست گرفتن قدرت به تدارک پرداخت. در سال ۱۹۶۸ وقتی عبدالرحمن عارف برادر عبدالسلام به قدرت رسیده بود حزب بعث با دادن قول نخست‌وزیری به عبدالرزاق نایف قائم مقام سازمان اطلاعات نظامی کشور و وزارت دفاع به سرهنگ ابراهیم داود فرمانده گارد جمهوری آن‌هار ا همراه خود کرده و در ۱۷ ژوئیه ۱۹۶۸ با اشغال ساختمان وزارت دفاع، رادیو و تلویزیون و کاخ ریاست‌جمهوری قدرت را به دست گرفت.
حزب بعث عراق پس از حملهٔ نظامی ایالات متحده آمریکا و متحدانش به عراق در سال ۱۳۸۲ (۲۰۰۳ م) قدرت را از دست داد و صدام حسین در دادگاه عالی عراق محاکمه و به جرم جنایات علیه مردم عراق به اعدام با چوبه دار محکوم گردید و در تاریخ ۱۰ دی ۱۳۸۵ در بغداد به دار آویخته شد.

خبر سقوط حکومت صدام در روزنامه آفتاب یزد